# Lijst van burgemeesters van Warnsveld
Dit is een lijst van burgemeesters van de voormalige Nederlandse gemeente Warnsveld in de provincie Gelderland. Warnsveld maakt per 2005 deel uit de gemeente Zutphen.
| Ambtsperiode        | Naam burgemeester                                                      | Partij of stroming | Bijzonderheden                                      |
| ------------------- | ---------------------------------------------------------------------- | ------------------ | --------------------------------------------------- |
| voor 1820 - na 1830 | Th. van Lamsweerde                                                     |                    |                                                     |
| 1831 - 1878?        | H.J. (Hendrik Joan) Ardesch van Hamel (1807-1878)                      |                    |                                                     |
| 1878 - 1889         | E.J. (Edsard Jacob) Gelderman                                          |                    |                                                     |
| 1889 - 1923         | Seino Anne Karel baron van Nagell                                      |                    | Voorafgaand burgemeester van Hoevelaken (1882-1889) |
| 1923 - 1946         | jhr.mr. P.A.G. (Paul Antoine Guillaume) de Milly van Heiden Reinestein |                    |                                                     |
| 1944 - 1945         | J.C. Poolman jr.                                                       | NSB                | waarnemer op last van de Duitse bezetter            |
| 1947 - 1960         | Sjouke (S.) Blankstein                                                 |                    |                                                     |
| 1961 - 1972         | D. (Dirk) Reitsma                                                      | VVD                |                                                     |
| 1973 - 1991         | mr. W.W. (Wiete) Hopperus Buma                                         | PvdA               |                                                     |
| 1991 - 1998         | A.M.E. (Annemiek) van Vugt-Toonen                                      | PvdA               |                                                     |
| 1998 - 2005         | P. (Pieter) van Veen                                                   | VVD                |                                                     |